# Кроули, Томас
Томас Кроули (англ. Thomas Crowley; 19 февраля 1949, Ирландия — 10 июня 1995, Дубровник, Хорватия) — ирландский военный, участвовавший в войне в Хорватии против Республики Сербской Краины на стороне хорватов. Служил в Хорватских оборонительных силах. Майор армии Хорватии.

## Биография
О жизни Кроули до прибытия в Хорватию почти ничего не известно, кроме того, что у него были паспорта Южно-Африканского Союза и Ирландии, а сам он состоял в ИРА. В Загреб он прибыл в 1991 году, о чём говорил следующее:

Я приехал в Хорватию в начале войны, и у меня появилось большое желание оставаться в Хорватии до тех пор, пока не будет освобождён последний клочок её оккупированной земли, да и после этого побывать там. Я считаю и Хорватию своей родиной, я каждый день готов рискнуть жизнью ради Хорватии. На всё Божья воля, и если я доживу до конца войны, то останусь жить в Хорватии.
Оригинальный текст (англ.)I came to Croatia at the beginning of the war and I have a big wish to remain in Croatia until the last bit of its occupied territory is liberated, and then stay longer. I consider Croatia my homeland; I’m prepared to even give my life for Croatia. God willing, if I’m still alive when the war ends, I’ll stay and live in Croatia.

.
Сначала Кроули служил в 1-й роте ХОС «Анте Параджик» и участвовал в спецоперациях под Новлянами и Ясеновацем, а в декабре был переведён в 9-й батальон «Рафаэль Бобан» в Сплите. Служил инструктором в военных лагерях Трогир и Циево, участвовал в сражениях под Ливно, Мостаром, Дубровником, Попово-Поле, в операции «Масленица» и прорыве осады Дубровника. По заявлениям хорватских военных, Кроули сумел захватить оставленный сербами танк. Под Земуником он был ранен и отправился на лечение в Пркос до апреля 1993 года. Позднее выходил на операции в Биограде (Далмация). В 1994 году перешёл в Вооружённые силы Хорватии, в 114-ю бригаду, где стал инструктором в лагере. Им было обучено около 2 тысяч солдат, а сам Кроули участвовал в боях на Дрнисе, в Свилае и Донье-Село.
10 июня 1995 Томас Кроули подорвался на мине около Дубровника и погиб. Он был похоронен в Сплите.
По совпадению, спустя ровно 17 лет после его гибели, 10 июня 2012 на чемпионате Европы по футболу состоялся матч между сборными Хорватии и Ирландии. В тот же день в 19:00 по загребскому времени в Сплитском соборе святого Дуйма состоялась заупокойная месса по погибшему Кроули.
12 декабря 2012 указом Президента Хорватии Иво Йосиповича Томас Кроули был посмертно награждён Орденом Петара Зриньского и Франа Крсто Франкопана с золотым тройным плетением. Награду принимал солиситор Мирослав Врклян от лица семьи покойного.